# 封邑站
封邑站（羅馬化：Udelnaya）是聖彼得堡地鐵莫斯科-彼得格勒線的車站，1982年11月4日啟用。

## 建築
月台末端設有紀念牌，紀念列寧逃離芬蘭時途經此處。